# Richard Aaron
Richard Aaron, född 6 november 1901 i Seven Sisters, död 29 mars 1987, var en walesisk filosof med intresse för John Locke.

## Karriär
Aarons intresse för John Locke etablerades 1935 när han upptäckte en stor samling material som inte tidigare undersökts. I samlingen fanns bland annat anteckningsböcker, brev, kataloger och ett tidigt utkast av An Essay Concerning Human Understanding. Efter att ha undersökt materialet kunde Aaron 1937 publicera en bok om Lockes livsgärning. Boken kom senare att bli erkänd som ett standardverk inom området.